# Остазия («1984»)

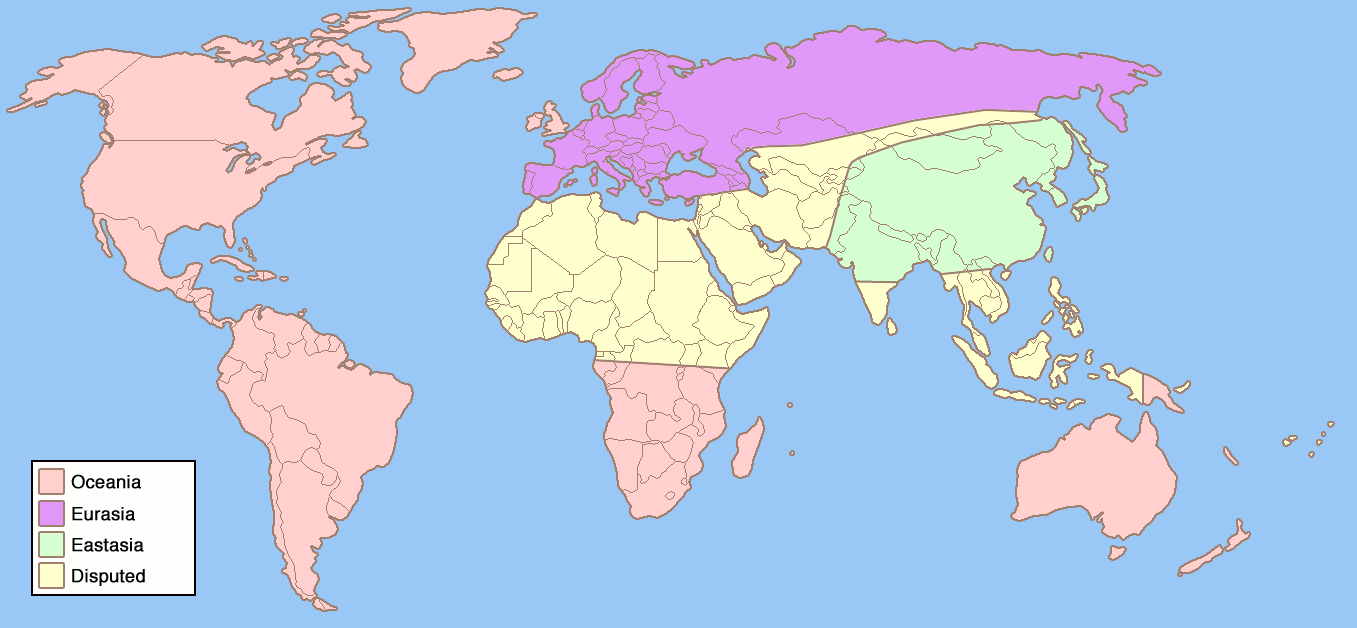
Политическая карта мира в романе «1984». Территории, контролируемые Остазией, отмечены на карте салатовым цветом

Оста́зия (англ. Eastasia) — дружественно-враждебное государство в вымышленном мире романа Джорджа Оруэлла «1984». Характерно то, что Оруэлл не вдаётся в описание жизни в Остазии и Евразии, они предстают в романе лишь в виде скупой и часто лживой информации океанского агитпропа, а также собственных рассуждений главных героев. Основная идея автора, проходящая через мысли главных героев и, местами в романе, возникающая в виде авторского комментария — заключается в том, что жизнь, люди и режим во всех трёх странах особенно не отличаются друг от друга. Востоковед, профессор Гарвардского университета Рой Хофхайнц и директор Центра восточно-азиатских исследований при Университете Джонса Хопкинса, в прошлом посол США в Японии Кент Кальдер, отмечают что сам оруэлловский термин «Остазия» оказался очень удачным, так как пророчески предвосхитил китайскую политико-культурную экспансию в восточном полушарии, распространение китайской сферы влияния и консолидацию значительной части Восточной Азии под властью Китая. Термин был впоследствии позаимствован журналистами, и употребляется по сей день при описании геополитической конфронтации Китая с другими сверхдержавами. Американский политический обозреватель, лауреат пулитцеровской премии Феликс Морли в своём литературном обзоре «Океания, Евразия и Остазия» отмечает ещё одну причину популярности термина в журналистской среде, а именно — непостоянство и частую смену политических альянсов между Китаем и его сателлитами, Советским Союзом и странами соцлагеря и Западными странами, с Соединёнными Штатами во главе.

## Общие сведения
Остазия занимает территорию Китая, Японии, Кореи, частично Маньчжурии, Монголии, Индии и Тибета, при этом является территориально наименьшей из всех трёх сверхдержав романа. Остазия образовалась спустя десять лет после появления Океании и Евразии, предположительно в 1960-х годах, в результате объединения восточноазиатских стран, которому предшествовало десятилетие гражданских войн. Находится в состоянии постоянной войны-мира с двумя другими сверхдержавами попеременно — Океанией и Евразией. Основа оборонного потенциала Остазии — плодовитость и трудолюбие её населения, в противовес необозримым сухопутным просторам Евразии и морским пространствам, защищающим Океанию.
Смена противника-союзника происходила регулярно, раз в три-пять лет и не афишировалась, а констатировалась как непреложный факт. Боевые действия, как сообщали средства массовой информации Океании, велись на территории Индонезии, Папуа — Новой Гвинеи и островов Тихого океана. Эти территории попеременно захватывались то Остазией, то её противниками; ресурсы этих земель якобы использовались для продолжения войны, хотя в действительности никакой борьбы за ресурсы не было, интерес представляла лишь бесплатная рабсила, проживающая на нейтральных территориях и составляющая ок. ⅕ всего мирового населения. Возможностью захватить побольше густонаселённой территории в конкретный момент и была продиктована регулярная смена противника-союзника. Война между Остазией и Океанией велась, в основном, за острова в Индийском и Тихом океанах, война между Остазией и Евразией велась за Монголию.

## Государственный строй
Для наименования государственной идеологии Остазии используется китайское слово, которое Эммануэль Голдстейн в своей книге «Теория и практика олигархического коллективизма» переводит как «смертопоклонство» или «омертвление самости». Британский социолог, в прошлом редактор «Liverpool Newsletter» Энтони Куни напрямую связывает «культ смерти» или «стирание собственной личности» с «Культурной революцией» и идеями Мао Цзэдуна. Историк Уильям Питц усматривает в этом просто восточную философию, которую Оруэлл, по мнению Блума, уравнял в своём романе с социализмом для того, чтобы создать убедительную картину кошмара тоталитаризма. Исследователь дзэн-буддизма, преподаватель колледжа Смит Тайтэцу Унно уточняет что буддийское «не-я» — это не просто «стирание собственной личности» в европейском понимании Оруэлла, а скорее присоединение некоей части отрицания к своему «я». Вышеупомянутые Хофхайнц и Кальдер, открывают предисловие к своей книге «Край Остазии» с имени Джорджа Оруэлла и его романа «1984». На тот момент (в начале 1980-х) они признают, что Оруэлл, за тридцать лет до них, в своём романе разглядел китайскую первооснову будущей всеазиатской интеграции, в частности расширения зоны китайского культурного и политического влияния до такой степени, что к началу 80-х Китай бросил открытый вызов Западу. При этом они не согласны с оруэлловской картиной азиатского мира, которая предстаёт перед читателями в романе, являясь, на их взгляд, местами или устаревшей или неверной по сути. Так, по их словам, остазийская политическая доктрина или «Культ смерти» не имеет точных аналогов в реальном мире, хотя отдельные её черты можно разглядеть в японских камикадзе и их самопожертвовании в годы Второй мировой войны.
Сравнивая более ранний научно-фантастический роман другого британского писателя Олафа Стэплдона «Тьма и свет» (1942) с романом «1984» Дж. Оруэлла, историк-библиовед, профессор Университета Дрю Джонатан Роуз находит в них много общего, в частности обращает внимание и на остазийский режим, там где у Стэплдона китайские руководители проповедуют самопожертвование, достижение нирваны через страдания и покорность данной свыше божественной воле, воплощённой в компартийных циркулярах, у Оруэлла остазийская олигархия называет это «культом смерти» и «стиранием собственной личности» — по сути, то же самое, только выраженное другими словами, — заключает Роуз. Профессор Высшей школы общественных наук в Париже Ален Безансон называет все представленные в романе идеологии независимо от их названий, — будь это Ангсоц, Нео-большевизм, Искусство смерти или Стирание самого себя, — одним режимом, который распространился по всему миру.
Профессор Рональд Ларсон усматривает в «культе смерти» и «стирании собственной личности» основную идею романа, которая общая для всех трёх сверхдержав — попробуй скажи что-нибудь против текущего политического курса и перестанешь существовать во всех формах бытия. Ты сказал что-то против текущего политического курса, усомнился в правильности государственной политики? Поправка от сотрудника Миниправа: Ты не мог ничего сказать против текущего политического курса и не мог усомниться в правильности государственной политики, так как ты вообще никогда не существовал. Отсюда, по мнению Ларсона, и остазийское «стирание личности», которое являет собой всё то же самое переписывание истории в Океании. Или наоборот? А «культ смерти» происходит от неупотребления в новоязе слова «смерть» и «убийство», и замены его всевозможными эвфемизмами вроде «распыления» и т. п., используя бедность-богатство новоязной лексики, вплоть до замены самого понятия «смерть» понятием никогдаранеенесуществования. Учитывая схожесть методов тоталитарных режимов в романе «1984», можно предположить с большой долей вероятности, что в самой Остазии её тоталитарный государственный строй назывался бы «Культом жизни».

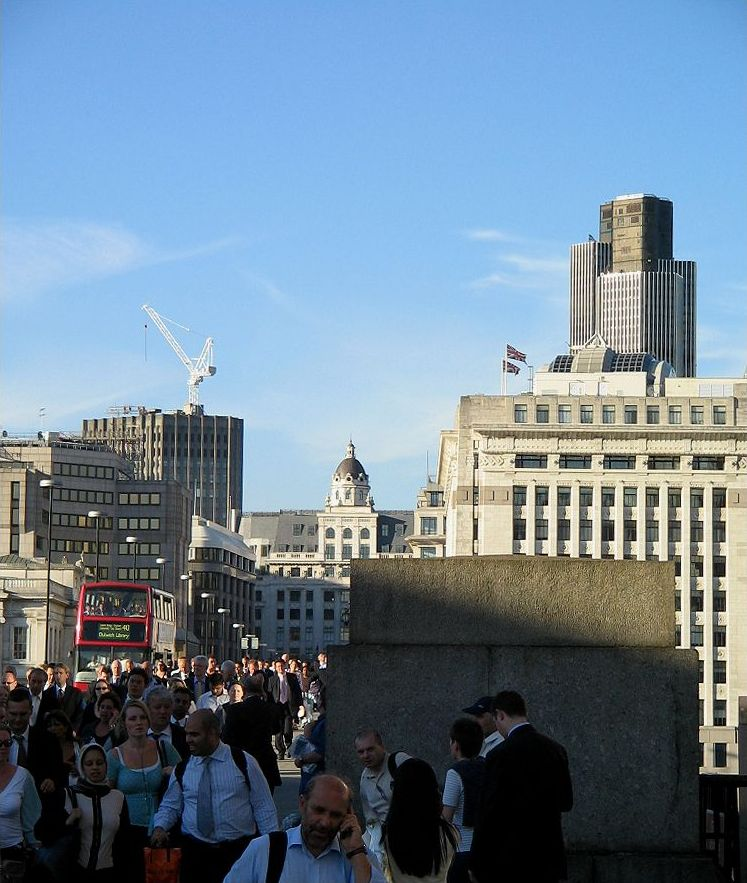
Лондонский мост в час пик. Толпы менеджеров и офисных сотрудников на фоне Сити — финансовой артерии Великобритании

По мнению ряда исследователей Оруэлла, первообразом остазийской политической доктрины самоуничтожения послужила безликая лондонская толпа клерков и офисных сотрудников, утром и вечером устремляющаяся в/из Сити, каждый день начиная ещё с XIX века. Следуя тем же исследователям, под якобы азиатским «стиранием самого себя» Оруэлл умело спрятал британскую действительность. Здесь немаловажным будет упомянуть само отношение Оруэлла к непроизводственным специальностям вообще и к коммерции в частности. Американский историк и политолог, профессор Университета Лонг Айленд Рассел Кирк называет Оруэлла «социалистом поневоле». Человеку такого масштаба следовало родиться аристократом, а не провинциалом с задворок империи, ведь подобно истому аристократу, Оруэлл испытывал глубочайшее презрение к коммерциализации и ускорению темпа жизни, захлестнувшим мир в XX веке, — отмечает профессор Кирк, приводя цитату из Оруэлла, где тот гневно обрушивается на представителей всевозможных непроизводственных профессий, называя их паразитами на теле общества и сравнивает с попрошайками, причём последние, по мнению Оруэлла выигрывают у первых уже хотя бы потому, что на их содержание, у содержащего их общества уходит гораздо меньше средств, чем на содержание представителей никому не нужных профессий: «От общества, нищий редко берёт больше, чем требуется для элементарного выживания, и — что должно его оправдывать согласно принятым этическим воззрениям — сполна, с избытком платит своими муками. Реально глядя, нищий такой же бизнесмен, как остальные деловые люди, с тем же стремлением урвать где можно. Весь современный мир твердит про деловую активность, эффективность, социальную значимость и так далее, но содержит ли это что-либо кроме призыва: „Нагреби денег, желательно легально, и желательно побольше“? . Кирк приходит к выводу, что социализм, каким его видел Оруэлл, был далёк от политико-экономических рассуждений классиков марксизма или вообще чего бы то ни было научного, а являл собою скорее взгляд простого британского работяги, в глазах которого социализм — это: Рабочий день — короче; зарплаты — больше; начальников, хороших и разных — меньше. Исследователь корпоративных культур, старший научный сотрудник Манхэттенского института политических исследований Питер Уильям Хубер изучая Оруэлла приходит к выводу, что в странах, которые составили в своей совокупности оруэлловскую Океанию, крупные автократии в конце-концов уступили место коммерческим олигополиям. При описании произошедших изменений, следует начать с того, что новые социальные структуры не очень-то и отличались от старых. На руинах автократии, малый бизнес поначалу получил широкое распространение, но затем быстро был поглощён крупными монополиями. У монополий волчьи аппетиты, и каждая буквально пачками «съедает» мелких коммерсантов. Гигантские корпорации сами по себе становятся похожими на большие партии, «братства», — однородным сообществом властвует один всемогущий лидер, чьим командам беспрекословно подчиняются орды покорных биороботов. Клерки и офисные сотрудники обоих полов больше походят на муравьёв, когда в утренний час пик устремляются по Лондонскому мосту к своим стальным и бетонным муравейникам. Их работодатели — это не какие-то там средневековые мануфактуры, а самые взаправдашние коллективистские коммерческие автократии. Причём мотивируют эти организации своих сотрудников уже не какими-то реальными барышами или эфемерными выгодами, как было раньше, а барабанным боем простых, даже не лозунгов, а скорее слоганов, обращённых не к логике и здравому смыслу, а равно и не к сознанию как таковому, а к стадным инстинктам и примитивным потребностям. И в какой-то момент времени, эти крупные корпорации оказались сильнее, чем предшествовавшие им автократические режимы. В конечном итоге они достигли своего апогея в том, что Оруэлл назвал «Остазией» — некоей коллективной сущности с «корпоративной культурой», которую можно охарактеризовать одним китайским словом, примерно переводимым на западные языки как «стирание самого себя», — заключает Хубер.

## Остазия и герои романа
В романе Остазия предстаёт в мыслях героев романа как нечто очень далёкое и дружественно-враждебное. И хотя все попавшие в опалу партийные функционеры партии Ангсоц «оказывались» шпионами Евразии, за неделю перед арестом главного героя Океания в очередной раз сменила противника-союзника и Смит, в свою очередь, «оказался» остазийским шпионом. Ближе к концу романа Смит под пытками показал, что стал платным шпионом Остазии ещё в 1968 году, то есть за шестнадцать лет до описываемых в романе событий. Во время последней беседы с руководителем следственно-пыточной бригады О’Брайеном Смит вспомнил, что всего за неделю до его ареста Океания не воевала с Остазией. Они были в союзе, а война шла с Евразией на протяжении четырёх лет. На это О’Брайен недолго думая возразил что Океания всегда воевала с Остазией: Со дня рождения Уинстона, с первого дня существования партии, буквально со дня сотворения мира — война между Океанией и Остазией шла без перерыва. Всё та же война, — глубокомысленно заметил О’Брайен. Уинстон мысленно согласился со своим палачом: «Прошлое никогда не изменялось. Океания воюет с Остазией. Океания всегда воевала с Остазией».
Эта фраза О’Брайена, с которой мысленно согласился Уинстон — «Океания всегда воевала с Остазией» (англ. Oceania has always been at war with Eastasia) — стала впоследствии крылатым выражением для обозначения быстрой смены политической платформы и политической проституции как явления, — с одной стороны, — и готовности обывателем безропотно принять любую смену политического курса в стране, — с другой. Голландский литературовед, завкафедрой сравнительного литературоведения Утрехтского университета, профессор Доуи Фоккема, отмечает что аксиома о том, что «Океания всегда воевала с Остазией Евразией Остазией» необходима правящему режиму Океании по той причине, что Большой Брат, в представлении рядового океанца, должен всегда оставаться решительным и твёрдым в своих текущих решениях, непогрешимым и политически безошибочным. По этому поводу филолог и писатель Алексей Михеев цитирует эссе Оруэлла «Литература и тоталитаризм» (1941), где тот обращал внимание читателей на то, что: «Особенность тоталитарного государства состоит в том, что, контролируя мысль, оно не фиксирует её на чём-то одном. Выдвигаются догмы, не подлежащие обсуждению, однако изменяемые со дня на день. Догмы нужны, поскольку нужно абсолютное повиновение подданных, однако невозможно обойтись без коррективов, диктуемых потребностями политики власть предержащих. Объявив себя непогрешимым, тоталитарное государство вместе с тем отбрасывает само понятие объективной истины. Вот очевидный, самый простой пример: до сентября 1939 года каждому немцу вменялось в обязанность испытывать к русскому большевизму отвращение и ужас, с сентября 1939 года — восторг и страстное сочувствие», — на основе приведённого фрагмента Михеев приходит к выводу, что Оруэлл уже тогда указывал на исторические предпосылки той части сюжета романа, в которой происходят метаморфозы союзнических отношений Остазии, Евразии и Океании. Явный намёк на события сентября 1939 г., то есть вскоре после подписания Пакта Молотова — Риббентропа, усматривает в этой смене противника-союзника профессор Чикагского университета Ричард Аллен Познер. Символичным по мнению Познера является и то, что произошла эта смена на шестой день недели ненависти: В середине выступления, океанскому оратору внутренней партии, восторженно повествующему об успехах в войне с Евразией, вручается листок бумаги, и он завершает своё выступление ни на секунду не растерявшись, и теперь утверждая что война всё это время шла с Остазией. На примере этой мгновенной переориентации политического курса Оруэлл, по мнению Познера, в присущей ему захватывающей манере повествования, с определённой долей юмора показывает логику тоталитаризма и перспективы, открывающиеся перед миром. В этом, как убеждён Познер, и состоит непреходящее значение романа «1984». О пророческой картине мира созданной Оруэллом пишет в журнале «Новый Мир» литературный критик и публицист, член Союза писателей России Геннадий Муриков. Председатель Австралийского союза защиты гражданских прав Джон Беннет уверен что эта смена альянсов, показанная Оруэллом в романе, впоследствии в точности повторилась в середине и второй половине XX века, соответственно и менялся образ врага в самих сверхдержавах — в Соединённых Штатах, Советском Союзе и в Китае — его занимали то одна, то другая сторона поочерёдно.

## Образ врага
Кандидат филологических наук, старший научный сотрудник Института литературы Национальной академии наук Азербайджана Салида Шаммед кызы Шарифова отмечает в журнале «История и современность», что на тезис о противостоянии трёх тоталитарных сверхдержав — Океании, Евразии и Остазии нанизана вся событийность произведения. Понимая, что образованные, живущие в условиях демократии и достатка люди могут лишить их власти, элиты делят весь мир на три империи — Океанию, Евразию и Остазию, сознательно держат своих людей в нищете и неграмотными и перманентно ведут войну между собой, — отмечает завкафедрой философии Кабардино-Балкарского государственного университета, доктор философских наук, профессор Роберт Хажисмелович Кочесоков. При этом главные герои романа понимают что образ врага, который поочерёдно занимает то Остазия, то Евразия, является не более чем оправданием тоталитарного режима в самой Океании. А равно и образ Океании, как врага, используется то Остазией, то Евразией для поддержки тоталитарных режимов у себя. Джулия была убеждена что война является одним большим надувательством, и на самом деле никаких боевых действий не ведётся, а создаётся лишь видимость войны. Частая смена противника-союзника приводила к тому, что рядовые океанийцы могли и не знать, с кем в данный момент воюет их держава Во всех трёх странах, военная истерия имела всеобщий и постоянный характер, а нечеловеческое обращение и акты жестокости по отношению как к собственным гражданам, заподозренным в измене, так и к вражеским военнопленным, стали нормой и даже доблестью. При этом физически войной была занята лишь малая часть населения — в основном хорошо обученные профессионалы, и боевые потери, — в сравнении с потерями небоевыми, — относительно невелики. Бои разворачивались на отдалённых сухопутных границах или на морских коммуникациях где-то в открытом океане, то есть в местах, о расположении которых рядовые граждане этих стран могли лишь догадываться. Уинстон ловил себя на мысли, что образ страны-врага используется в том числе и для того чтобы скрыть наличие любого сопротивления режиму изнутри. То есть партизаны-подпольщики, большая часть которых была уничтожена в первые годы после прихода к власти победившей партии — Ангсоц, в ходе ожесточённой гражданской войны, ни в каких документах, ни даже устно, не упоминались, так будто их и их сопротивления никогда не существовало, а на всех новых недовольных режимом в Океании можно было смело ставить клеймо евразийских или остазийских шпионов. А были ли подпольщики? Может быть и не было…
Образ врага был необходим всем государствам, а не одной только Океании. Какой-либо контакт с другой цивилизацией для простых граждан был фактически невозможен. Если не считать пленных, гражданин Океании никогда не видел граждан Евразии и Остазии, а знать иностранные языки ему категорически запрещалось. Литературовед Кортни Фуско отмечает, что хоть в самом романе нигде не говорится прямо, что туризм и поездки за рубеж запрещены, но это, по словам Фуско, можно легко понять самому, так как подобные виды досуга не входят в тоталитарную программу. Политическое руководство всех трёх сверхдержав опасалось, что если разрешить своим гражданам контакт с иностранцами, то они вскоре обнаружат, что это такие же самые люди, а рассказы о них — по большей части ложь Профессор Университета Дели им. Джавахарлара Неру, доктор Кристофер Роллансон склонен видеть в этом изоляционизме и ксенофобии примечательное сходство с более ранним произведением другого выдающегося британского писателя-социалиста Уильяма Морриса «Вести из ниоткуда» (1890).
Гражданину Океании не дозволено было что-либо знать о догмах двух других учений, но в то же время он привык проклинать их как варварское надругательство над моралью и здравым смыслом. На самом деле эти три идеологии почти неразличимы, а общественные системы, на них основанные, неразличимы совсем. Везде та же пирамидальная структура, тот же культ полубога-вождя, та же экономика, живущая постоянной войной и для войны. Отсюда следует, что три державы не только не могут одолеть одна другую, но и не получили бы от этого никакой выгоды. Напротив, покуда они враждуют, они подпирают друг друга подобно трём снопам. И как всегда, правящие группы трёх стран и сознают, и одновременно не сознают, что делают. Они лучше, чем кто-либо, понимали, что война должна длиться постоянно, без победы.

## Постоянная война
В октябре 1945 года, вскоре после атомных бомбардировок Хиросимы и Нагасаки и за четыре года до выхода в свет романа «1984», Оруэлл опубликовал в «London Tribune» весьма примечательную статью под названием «Ты и атомная бомба», где рассуждал о потенциальном значении атомного оружия для возникновения весьма ограниченного числа сверхдержав, чем, в сущности, предвидел их становление и развитие:

Итак перед нами открывается перспектива двух или трёх исполинских супер-держав, каждая из которых будет обладать оружием, способным за несколько секунд стереть с лица земли миллионы людей. Было бы довольно поспешным полагать, что это сделает войны ещё более глобальными и кровавыми, и станет концом развитой, автоматизированной цивилизации. Отнюдь, более резонным было бы предположить, что существующие ныне мировые державы заключили молчаливое соглашение никогда не использовать атомную бомбу друг против друга. Предположим, что они могут использовать её, или угрожать использовать её против тех народов, которые не в состоянии нанести ответный удар. В этом случае мы возвращаемся в исходную точку, с той лишь разницей что власть сосредоточена в руках ещё меньшей группы людей, дальнейшие же перспективы для покорённых народов и угнетённых классов от этого становятся лишь ещё более безнадежными.
Оригинальный текст (англ.)So we have before us the prospect of two or three monstrous super-states, each possessed of a weapon by which millions of people can be wiped out in a few seconds, dividing the world between them. It has been rather hastily assumed that this means bigger and bloodier wars, and perhaps an actual end to the machine civilisation. But suppose — and really this the likeliest development — that the surviving great nations make a tacit agreement never to use the atomic bomb against one another? Suppose they only use it, or the threat of it, against people who are unable to retaliate? In that case we are back where we were before, the only difference being that power is concentrated in still fewer hands and that the outlook for subject peoples and oppressed classes is still more hopeless.— Газета «London Tribune». 19 октября 1945 г.
Декан аспирантуры Ратгерского университета, в прошлом один из авторов Договора о нераспространении ядерного оружия Мелвин Натансон отмечает, что этой своей статьёй Оруэлл предвещал, что три ядерные державы будут править миром, в котором угнетённые не имеют сил, необходимых для того чтобы восстать против сложившегося порядка. Специалист по истории утопической мысли Виктория Чаликова, детально исследовав все предсмертные публикации Оруэлла (а роман «1984» вышел в печать меньше чем за полгода до смерти Оруэлла, и писал его Оруэлл, находясь на последних стадиях туберкулёза), пришла к выводу что политическая карта мира в последние годы жизни представлялась автору «1984» в самом пессимистическом свете. В статье «Навстречу европейскому единству» для американского журнала «Partisan Review» Оруэлл писал: "В Западной Европе ещё сохранились традиции равенства, свободы, интернационализма; в СССР — олигархический коллективизм; в Северной Америке массы довольны капитализмом и неизвестно, что сделают, если он потерпит катастрофу… азиатские национально-освободительные движения или фашистские по своей природе, или же равняются на Москву, или же успевают и то, и другое одновременно. В это время он, по убеждению Чаликовой, склоняется к мысли, что будущая карта мира составится не по Герберту Уэллсу с его Единым Мировым Государством, а склонялся к идеям Джеймса Бёрнхэма, предсказавшего разделение мира между несколькими супердержавами: Соединёнными Штатами, Северной Европой и Японией с частью Китая. Религиовед, профессор Батского университета Тони Уолтер склонен считать, что Евразия и Остазия в романе «1984» выполняют ту же роль, что и Сатана в Христианстве, и именно постоянная война с ними, подобно незримому противоборству с Сатаной, создаёт чёрно-белую картину миру, в которой каждый предстаёт как друг-враг и не иначе. Поддержание состояния войны, по словам Уолтера, жизненно необходимо для создания абсолютной морали, в которой абсолютное добро даёт бой абсолютному злу. В романе-продолжении «1985» венгерского писателя Дьёрдя Далоша, Океания потерпела серьёзное поражение от Евразии и лишилась статуса великой державы, и с тех пор в мире остались только две супердержавы — Евразия и Остазия. Непрерывная война сменилась «вооружённым миром».
По словам профессора Университета Огайо Джеймса Девиса, Оруэлл показывает непрекращающиеся военные приготовления как жизненно-важную основу экономики тоталитарных режимов и показывает влияние этой милитаризации на общество, живущее в постоянном страхе быть атакованными кем-либо. Оруэлл строил свои взгляды на обратной взаимосвязи демократии и доступности простого, дешёвого оружия. Так, Оруэлл увязывал распространение пороха в мире с падением феодального строя под натиском буржуазии, и утверждал что не что иное как мушкет сделал возможным американскую и французскую революции, а также многие другие войны за независимость XIX—XX века. Оруэлл предложил правило обратной взаимосвязи демократии и оружия, согласно которому чем проще и доступнее оружие — тем больше у простых людей шансов на свободу и демократию, и наоборот, чем более сложными и недоступными простым людям становятся вооружения — тем сильнее будет власть тиранов, этими вооружениями владеющих. По мнению Эриха Фромма, картина мира показанная Оруэллом так уместна потому, что она приводит говорящий сам за себя аргумент против популярной идеи о том, что человечество может спасти свободу и демократию, продолжая гонку вооружений и находя «стабильный» противовес. Эта успокоительная картина игнорирует тот факт, что, увеличивая технический «прогресс», который создает абсолютно новые виды оружия каждые пять лет, всему обществу придётся уйти жить в подполье, но что разрушительная сила термоядерных бомб всегда будет больше, чем глубина пещер в которых придётся укрываться, что армия станет доминирующей силой (де-факто, если не де-юре), что ненависть и страх перед возможным агрессором разрушат основы демократического, гуманистического общества. Другими словами, продолжающаяся гонка вооружений, даже если и не приведёт к началу термоядерной войны, точно уничтожит те свойства современного общества, которые можно назвать «демократическими», «свободными», или соответствующими «американской традиции». Оруэлл показывает несбыточность предположения, что демократия может существовать в обществе, постоянно готовящемся к войне, и показывает это образно и убедительно.

## Азия глазами Оруэлла

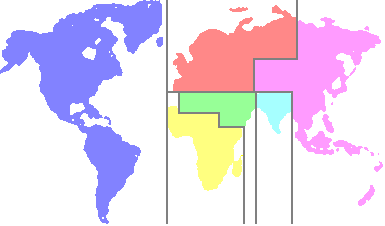
Региональное деление мира, принятое в BBC (Азиатско-Тихоокеанский регион выделен розовым цветом). Оруэлл работал на Восточную службу BBC в годы Второй мировой войны

Оценивая азиатскую действительность такой как её передаёт Оруэлл, следует начинать с того, что сам Дж. Оруэлл родился в Юго-Восточной (Ост) Азии, где он долгое время служил в чине полицейского, и именно служба в британской колониальной полиции в Азии пришедшаяся на молодые его годы, предопределила дальнейшие взгляды Оруэлла — с тех самых пор он возненавидел империализм и угнетение человека-человеком в любых формах, более того, любая власть тогда виделась ему подозрительной, — пишет о нём китаист Пьер Рикман. В двадцатитомном собрании сочинений Дж. Оруэлла содержится множество его писем, публикаций, а равно и просто мыслей, высказанных вслух, которые в той или иной степени затрагивают Азию. Как отмечает в этой связи профессор Гонконгского университета Дуглас Керр: Мы не можем обсуждать самого Оруэлла или рассуждать о его произведениях в отрыве от азиатского периода в его биографии, подобно тому как нельзя говорить о метрополии забывая про периферию, или об островной Англии умалчивая про её деятельность на Востоке, ведь даже сама личность Оруэлла как писателя переплеталась и буквально была повязана с Востоком. Профессор истории при Университете Сент-Лоуренса Уильям Хант, отмечает что многим учёным, литературоведам — исследователям творчества Дж. Оруэлла, а равно и рядовым читателям — поклонникам его произведений, не давал покоя вопрос: почему́ Оруэлл, имея сравнительно безоблачные перспективы в самой Англии, бросив всё, самоотверженно отправился на задворки империи, в Юго-Восточную Азию.
Как отмечает американская журналистка Эмма Ларкин, которая лично проследовала по следам Оруэлла, и побывала во всех тех местах, где он проходил службу, — вернулся он оттуда став заметно более суровым, с некоей «ностальгией по мраку», по восточному варварству в противовес западно-европейской цивилизации. И тому были причины, ведь местами, например в той же Бирме, Оруэлла по сей день почитают за пророка.
Д-р Кристофер Роллансон считает что причиной внезапного решения Оруэлла уехать, вероятно послужило происхождение его матери, которая будучи англичанкой по национальности также родилась в Азии. Британский журналист, историк массовой культуры Питер Льюис считает что молодой Оруэлл, забросив дальнейшее образование и отправившись в далёкую Азию, тем самым объявил бунт системе, бросил вызов типичному жизненному пути итонского стипенидата. Британский биограф Гордон Боукер, утверждает что причиной отъезда Оруэлла в столь дальние края всё же явилась неразделённая любовь, но как бы там ни было, — резюмирует Боукер, — этот поступок была весьма и весьма необычным как для выпускника Итонского колледжа, и вне всякого сомнения Оруэлл является первым и, очевидно, последним выпускником Итона, который решился на такой шаг. По приезде в октябре 1922 Оруэлл, которому тогда ещё не исполнилось и двадцати, был назначен на должность ассистента суперинтенданта имперской полиции, которая примерно соответствует лейтенантской в принятой в мире системе званий. То было неспокойное время, когда вассалы Великобритании по всему миру, сбрасывали свои кандалы и открыто выступали против своих белых поработителей, и Бирма, в которую был направлен Оруэлл, не стала в этом плане исключением, — отмечает завкафедрой истории Сингапурского университета, доктор Стивен Кек. Оруэлла, как весьма исполнительного специалиста, отправляли с места на место всякий раз, туда, где возникала напряжённость среди местных подданных британской короны и было необходимо срочное вмешательство со стороны политической полиции (прообраза оруэлловской литературной «полиции мыслей»), способной найти среди туземных толп зачинщиков беспорядков и быстро ликвидировать их, чаще без суда и следствия. Примечательным было и то, что в трёх из пяти округов, где нёс службу Оруэлл, его непосредственными начальниками были местные выходцы-азиаты, отличившиеся перед короной в деле борьбы против своих же сограждан. Впрочем, нельзя сказать что в колониальной полиции он пас задних и занимался несерьёзными делами, и что его ставили на должности куда-угодно лишь бы подальше, — хотя именно такую картину рисуют некоторые его биографы, что в комбинации с в общем-то достоверными данными об одиночестве Оруэлла и его неуважением к коллегам по работе, создаёт в воображении читателей образ одинокого постового на аванпосту где-то посреди болот и джунглей. Отнюдь, — возражает Кек, — Оруэлл занимал ответственные должности в наиболее крупных и важных регионах британской сферы влияния, и имел дело с подлинными мятежниками и бунтарями против британского тиранического режима. Это стало настоящим вызовом для молодого Оруэлла, считает научный сотрудник Японского национального университета Рюкю Таира Кацуаки, ведь поначалу он разрывался между своей ненавистью к империи и неприязни к азиатам и буддийской культуре, чего не скрывал и сам Оруэлл, повествуя о пережитках имперских стереотипов на собственном примере: «Я был зажат между моей ненавистью к империи и гневом на этих маленьких злобных бестий, которые делали всё чтобы сделать мою работу невозможной. Одна часть меня считала британский колониализм в Азии несокрушимой тиранией, чем-то застрявшим между эпохами и поколениями, другая часть меня с превеликим удовольствием пустила бы кишки наружу какому-нибудь буддистскому святоше. Ощущения навроде этого — это стандартный побочный эффект империализма. Не верите мне, спросите у любого британца на азиатской службе». Историк, почётный профессор Университета Флориды Бертрам Уайатт-Браун идёт в своих суждениях ещё дальше, и анализируя отзывы знакомых о молодом Оруэлле и его собственные признания о том, каким тяжким грузом лягли на него воспоминания о службе, тяготеющее в памяти великое множество лиц: Людей со скамьи подсудимых, приговорённых и арестантов, регулярно избиваемой им собственной прислуги, и простых стареньких азиатов которых он унижал и третировал на протяжении целых пяти лет, — Уайатт-Браун заключает что «1984» был написан Оруэллом в качестве расплаты за грехи молодости, а именно за свои зверства над азиатским населением, творимые им в чине колониального полисмена. А сравнивая «Бирманские будни» — первую литературную работу Оруэлла как писателя, с его последней работой — романом «1984» (обе являются автобиографическими), профессор Уайатт-Браун находит в них одну интересную особенность — и там, и там присутствуют не один, а два, полностью противоположных персонажа, написанные Оруэллом с самого себя. В «Бирманских буднях» один из них гибнет, что по мнению Уайатт-Брауна, было символическим описанием Оруэлла грандиозной перемены себя самого. И персонаж О’Брайена, совсем не зря показан не как безмозглое орудие режима, а как высокоинтеллектуальный, философствующий мучитель — продолжает Уайатт-Браун, — являет собой не что иное, как молодого британского офицера Эрика Блэра, впоследствии известного как Джордж Оруэлл. Другими словами, оба ключевых персонажа в романе «1984» — это две ипостаси самого автора в разное время его жизни. И весьма примечательно здесь то, что своего главного злодея, Оруэлл «привёз» именно из Азии, и что его превращения из сотрудника «полиции мыслей» Эрика Блэра в писателя-социалиста Джорджа Оруэлла, также начались сразу же по возвращении из Азии.
Д-р Кристофер Роллансон отмечает, что несмотря на то, что переехав в Англию в июле 1927 г., Оруэлл уже никогда больше не возвращался в Азию, страны Азии, — в которых он жил когда-то, либо где жили его родственники и знакомые, — регулярно им упоминались, как в коротких публицистических работах, так и в объёмных трудах, как намример, в книгах: «Фунты лиха в Париже и Лондоне» (1933), «За глотком свежего воздуха» (1933) и «Бирманские будни» (1934). Последняя, как утверждает упомянутый выше доктор Стивен Кек, вообще является самой читаемой в Англии книгой о Юго-Восточной Азии из всех когда-либо изданных, и одновременно служит в качестве учебника для английских студентов-востоковедов. Автобиографическая «Бирманские будни» была запрещена к печати в Британской Индии, но благодаря и вопреки этому запрету, в самой Англии, Оруэлл считался признанным экспертом по азиатским вопросам, и многие авторы, планировавшие опубликовать свои книги об Азии, предварительно отправляли ему свои рукописи на рецензию. Это обстоятельство, во многом, предопределило и его будущую работу на BBC. Оруэлл работал на индийский отдел Восточной службы BBC с августа 1941 года по ноябрь 1943 г., сначала в должности ассистента, а затем на посту редактора, где занимался вопросами британской пропаганды на оккупированных японцами территориях Китая, Индонезии и Малайзии, и одновременно контр-пропагандой против фашистского радиовещания в Юго-Восточной Азии, направленного на дестабилизацию британского влияния в регионе. Со времени своего переезда в Англию и до конца своих дней Оруэлл оставался убеждённым сторонником получения независимости британскими доминионами и клеймил всю плеяду британских писателей, включая Киплинга и многих других, благодаря произведениям которых многие британцы и европейцы вообще, искренне верили в то, что западная цивилизация несёт свет и свободу тёмным и порабощённым азиатам. Оруэлл с глубочайшим презрением относился к различным политико-философским концепциям, господствовавшим в Англии на протяжении долгого времени, считая «бремя белого человека» не более чем выдумкой казённых борзописцев, призванной оправдать неприкрытое разграбление и издевательство колонизаторов над неорганизованными и неспособными им сопротивляться несчастными азиатами. Отдельно Оруэлл открывал своим читателям глаза на сущность так называемого «культурного обмена» Европы и Азии и явно переоцененную роль европейских политиков и информационных агентств в деле приобщения Азии к западным культурным ценностям:

С какой стороны ни глянь, чрезвычайно важно содействовать развитию пристойных культурных связей между Европой и Азией. Девять десятых от того, что делается в этом направлении — просто напрасный труд, и какая-нибудь случайная брошюрка, передача по радио или что-нибудь в этом роде, попадая время от времени к нужному адресату, приносит больше пользы, чем полсотни пламенных речей наших политиков. Уильям Эмпсон целых два года «бодался» за то, чтобы заставить их транслировать в Китай разумные вещи, и в итоге, как я полагаю, получилось у него очень немного. И не надо мне заливать о «колоссальной работе» BBC на этом поприще — я сам на них работал и Бог свидетель, уж я-то получше знаю, какую смесь борделя с сумасшедшим домом представляют наши культурные связи с Азией.
Оригинальный текст (англ.)It is tremendously important from several points of view to try to promote decent cultural relations between Europe and Asia. Nine tenths of what one does in this direction is simply wasted labour, but now and again a pamphlet or a broadcast or something gets to the person it is intended for, and this does more good than ﬁfty speeches by politicians. William Empson has worn himself out for two years trying to get them to broadcast intelligent stuff to China, and I think has succeeded to some small extent. It was thinking of people like him that made me rather angry about what you said of the BBC, though God knows I have the best means of judging what a mixture of whoreshop and lunatic asylum it is for the most part.— «Два года псу под хвост». 1943 год
Исследователи жизни и творчества Оруэлла, расходясь в отдельных деталях его биографии, все единогласно признают что отпечаток, который оставила на характере Оруэлла длительная жизнь в Азии, прослеживается в дальнейшем во всех его произведениях, как документальных, так и художественных, и последний его роман «1984» в этом плане не исключение.

## Выдержки из романа
Цитируются в переводе В. П. Голышева:
1. ↑  Если, например, сегодня враг — Евразия (или Остазия, неважно, кто), значит, она всегда была врагом. А если факты говорят обратное, тогда факты надо изменить.
2. ↑  Небо у всех то же самое — и в Евразии, и в Остазии, и здесь. И люди под небом те же самые.
3. ↑  Когда Океания воевала с одной из них, с другой она обыкновенно заключала мир.
4. ↑  Это было десять-одиннадцать лет назад. А с той поры произошли ещё повороты — два, три, Уинстон не помнил сколько. Прошлое не просто меняется, оно меняется непрерывно.
5. ↑  Ни о какой перемене, естественно, и речи не было. Просто стало известно — вдруг и всюду разом, — что враг — Остазия, а не Евразия.
6. ↑  Каждая из трех держав настолько огромна, что может добыть почти всё нужное сырьё на своей территории.
7. ↑  Острова в Индийском и Тихом океанах захватывает то Океания, то Остазия; в Монголии линия раздела между Евразией и Остазией непостоянна.
8. ↑  Джулия не помнила, что четыре года назад у них с Евразией был мир, а война — с Остазией. Правда, войну она вообще считала мошенничеством; но что противник теперь другой, она даже не заметила. «Я думала, мы всегда воевали с Евразией», — сказала она равнодушно. В конце концов Уинстону удалось разбудить её память, и она с трудом вспомнила, что когда-то действительно врагом была не Евразия, а Остазия. Но отнеслась к этому безразлично. «Не всё ли равно?», — сказала она с раздражением. «Не одна сволочная война, так другая, и всем понятно, что сводки врут».
9. ↑  Война продолжалась беспрерывно, хотя, строго говоря, не одна и та же война. Несколько месяцев, опять же в детские годы Уинстона, шли беспорядочные уличные бои в самом Лондоне, и кое-что помнилось очень живо. Но проследить историю тех лет, определить, кто с кем и когда сражался, было совершенно невозможно: ни единого письменного документа, ни единого устного слова об иной расстановке сил, чем нынешняя.
10. ↑  Закупоренный мир, где он обитает, раскроется, и страх, ненависть, убежденность в своей правоте, которыми жив его гражданский дух, могут испариться. Поэтому все три стороны понимают, что, как бы часто ни переходили из рук в руки Персия и Египет, Ява и Цейлон, основные границы не должно пересекать ничто, кроме ракет.